# 王相說
王相說（1579年—1654年），字懋弼，號鞠劬，直隸揚州府泰州人，明朝、南明政治人物。

## 生平
王相說是王三重的兒子，給諫王紀的玄孫，天啟元年（1621年）中舉人，二年（1622年）聯捷進士，授江西袁州府推官，判案公正無積壓，四年本省同考，崇祯元年考选，授四川道御史，不到半年疏上四十五次，說：「人民貧窮因為有司四弊、地方四弊、衙門四弊、功令四弊，希望朝廷選擇賢吏。」又請求恢復召對，朝廷立即執行。適逢溫體仁、錢謙益爭奪首輔，溫體仁指控錢謙益有黨羽，他抗言：「人臣不可以說朋黨，人心當先停息紛爭。凡談及朋黨者必有爭奪的心。溫體仁打算用黨字塞言官的口舌，則自他談及朋黨，羣臣才由無黨而有朋黨。」。
不久王相說出按山西，巡撫耿如杞入援潰敗，邊兵叛亂殺害守將，他單騎撫定，同時斬殺案首事者數十人示眾。潰兵再次反叛掠入邊境，他連同仙克謹同日起兵，黃昏時探報仙克謹遇刺，於是他領導其部隊。到達襄陵，他向陝西巡撫征召封鎖黃河杜絕流寇，數月後才殲滅，剩下二十七名流寇渡河，陝西巡撫無法遏止，是為李自成起事的開端；他則轉任湖廣下江防參議，五年致仕歸鄉。崇祯七年起四川参议，九年升副使，致仕。崇禎十五年（1642年），朝廷起用他為江西督糧道副使，盜寇作亂，耽誤轉運糧餉；到弘光元年（1645年）左良玉東下，王相說委曲勸告使其收兵，才令漕運通行，很快請求退休歸家，家居十多年後才去世，虛歲七十六。

## 家族
長子和四子王孙骢、王孙驷诸生出身，次子和三子王孙䭵、王孙骖則成為清朝的舉人，得士人請求入祀乡贤祠。